# 阿施巴赫马科特
阿施巴赫马科特是奥地利下奥地利州阿姆施泰滕县的一个市镇。总面积37.21平方公里，总人口3637人，人口密度97.7人/平方公里（2001年）。